# Розточчя (заповідник)

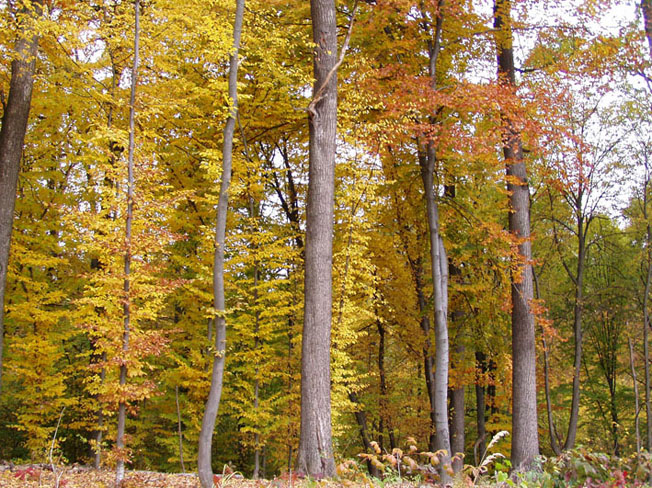
Заповідний ліс

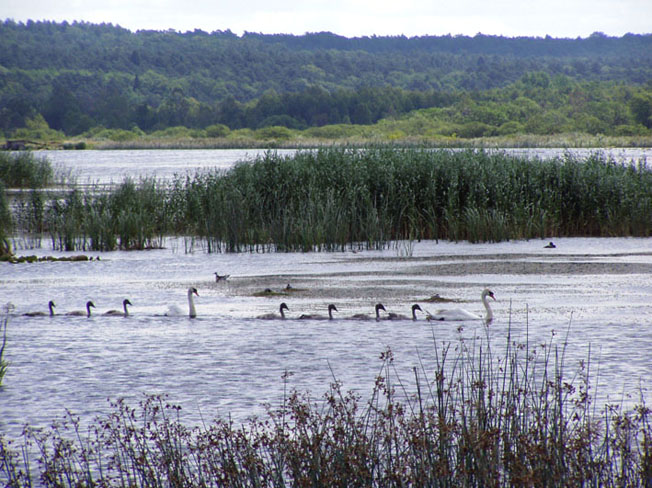
Заповідні озера

«Розто́ччя» — природний заповідник в Україні. Розташований у Яворівському районі Львівської області. 
Площа 2 084,5 га. Створений у 1984 році з метою збереження та наукового вивчення унікальних ландшафтів Українського Розточчя. Протяжність території з півночі на південь — 8 км, із заходу на схід — 12 км. 
З 13 липня 2017 року ділянка заповідника «Розточчя» площею 384,81 га входить у світову спадщину ЮНЕСКО як один з масивів Букові праліси Карпат та інших регіонів Європи.

## Історія
Перший, хто заговорив про необхідність заповідання розточанських лісів, – професор лісового факультету Львівської політехніки Андрій П’ясецький. У 1938 році ініціативу підтримав митрополит УГКЦ Андрей Шептицький. Він посприяв тому, що за кошти греко-католицької митрополії викупили 4 тисячі гектарів природних лісів в околицях с. Лозино та смт Івано-Франкове. На їх базі заснували Янівське дослідне надлісництво та науково-дослідну станцію.
У роки гітлерівської окупації від німецької комендатури надійшов наказ зрубати в лісових масивах 24 тис. м3. Щоб урятувати для майбутніх поколінь унікальну розточанську природу, професор Андрій П’ясецький відважився звернутися до краківського управління лісів та довести, що рубати заповідні ліси не можна, бо це призведе до катастрофи.
У Кракові Андрія П’ясецького підтримав професор Гантель, ліси було врятовано. Однак німецька комендатура не вибачила українському вченому такої непокірності. Після чергового доносу до гестапо про те, що надлісничий не виконує наказів окупаційної влади, Андрія П’ясецького заарештували. 27 серпня 1942 року уже хворого на тиф П’ясецького та його тюремних побратимів розстріляли неподалік Янівського цвинтаря. Після загибелі науковця опікуватися долею янівських заповідних лісів продовжував Андрей Шептицький.
У 1945 році був створений Львівський лісотехнічний інститут. Це стало новим етапом у розвитку природоохоронної справи на пасмі Розточчі. Науковці інституту продовжили боротися за збереження лісів Розточчя. Зокрема, у 1974 році, з їхньої ініціативи, на базі янівських лісів був створений заказник «Страдчанський ліс». 
Природний заповідник «Розточчя» було створено постановою Ради Міністрів УРСР від 5 жовтня 1984 року № 403 на базі державного заказника місцевого значення «Страдчанський ліс», створеного 1974 року, та заповідного урочища «Королева гора» (1978).
Територія заповідника складається з двох ділянок — Верещицького і Ставчанського лісництв.
Контора заповідника розташована біля смт Івано-Франкове, у кварталі 42 Ставчанського лісництва, на відстані 35 км від районного центру м. Яворова та 25 км від обласного центру — м. Львова.
На півночі (Ставчанська ділянка) та сході (Верещицька ділянка) заповідник межує з Яворівським національним природним парком.

## Природні умови
Сучасний рельєф Розточчя складається з горбистих пасом і горбів. Абсолютна висота окремих горбів становить 380–390 м, найбільша — 395 м (Середній Горб), відносна висота над дном долини — 60 м. Обриси пасом і горбів заокруглені. Найвищою відміткою заповідника є гора Гострий Горб (350 м).
Територія заповідника представлена трьома підвищеннями. По її межах протікають річки Верещиця та її притока Ставчанка, на яких розташований каскад штучних водоймищ (ставів), найбільшим з яких є Янівський став площею 207 га (біля смт Івано-Франкове).
Безпосередньо на території заповідника протікає нижній відтинок каналізованого річища р. Ставчанки, завдовжки 650–700 м, та обвідне річище Верещиці, завдовжки 3,4 км навколо північно-східного берега Янівського ставу.
По крайньому південно-східному відрізку вододільної лінії гряди Розточчя проходить Головний європейський вододіл, який на цій ділянці розмежовує басейни Балтійського (Вісла) та Чорного (Дністер) морів.
Рельєф Розточчя зумовлює шляхи перенесення повітряних мас: тут переважають вітри західного і південно-західного напрямків. Це спричинює часте надходження вологих мас з Балтики, що своєю чергою, призводить до високої вологості повітря і значної кількості опадів (673 мм за рік), максимум яких припадає на літній період. Середньорічна температура повітря становить +7,6 °C, січня — −3 °C і липня — +17,5 °C. Тривалість вегетаційного періоду в районі заповідника становить 212 днів, зима — м'яка, з частими відлигами.

## Флора та фауна

### Флора
Особливістю рослинності заповідника є те, що тут перекриваються ареали більшості основних євразійських видів дерев і чагарників.
На долю лісових масивів припадає 92 %, а на лучну, болотну і прибережно-водну рослинність лише 8 %.
Серед лісів переважають широколистяні (букові, дубові, грабово-дубові) та хвойно-широколистяні. Меншу площу займають хвойні ліси. Тут зростають високопродуктивні сосново-букові ліси, що поширюються на територію України з Центральної Європи тільки на Розточчі й східніше на її рівнинній частині не зустрічаються.
Великий інтерес становлять унікальні природні угруповання з участю льодовикових реліктів — берези низької, верби лапландської тощо.
Розташування Розточчя на стику 3 флористичних областей — Карпат, Полісся та Поділля — зумовило високу насиченість території різними за походженням та віком видами рослин: ялиці білої, ялівцю звичайного (північно-східна межа поширення); вільхи сірої, фіалки білої (північна); бука лісового, рясту порожнистого (південно-східна) та багна болотного, верби мирзинолистої, журавлини болотної (південна).
У заповіднику налічується 885 видів судинних рослин, 212 — мохоподібних, 65 — лишайників, 20 — синьо-зелених водоростей.
До Червоної книги України занесено 28 видів судинних рослин.

### Фауна
У заповіднику зареєстровано 43 види ссавців, 169 — птахів, 17 — земноводних і плазунів, 16 — риб. До Червоної книги України занесено 17 видів тварин.
Серед ссавців поширені сарна європейська, заєць сірий, кабан дикий, лисиця звичайна, куниця лісова, тхір лісовий, ласиця мала, горностай, іноді трапляються олені — благородний і японський, лось звичайний, вовк.
Зрідка трапляється найменша пташка України — золотомушка жовточуба, одним з найцікавіших птахів у період міграції є баклан великий.

## Спроба ліквідації заповідника
1 листопада 2010 року міністр освіти України Д. Табачник видав наказ № 1032, яким заповідник позбавлявся юридичного статусу, що було порушенням закону. По суті, йшлося про ліквідацію заповідника. Дві громадські екологічні організації — Київський еколого-культурний центр і Екоправо-Київ подали в суд на Міністерство освіти України й виграли суд. Незаконний наказ був скасований.

## Рекреаційно-освітня робота
Озеро Янівський став відоме як місце відпочинку під час перельотів та зимівлі багатьох видів птахів.
У заповіднику також функціонує Музей природи Розточчя, проводиться активна еколого-освітня робота з молоддю, влаштовуються тематичні екскурсії екологічними стежками для відвідувачів.

## Галерея

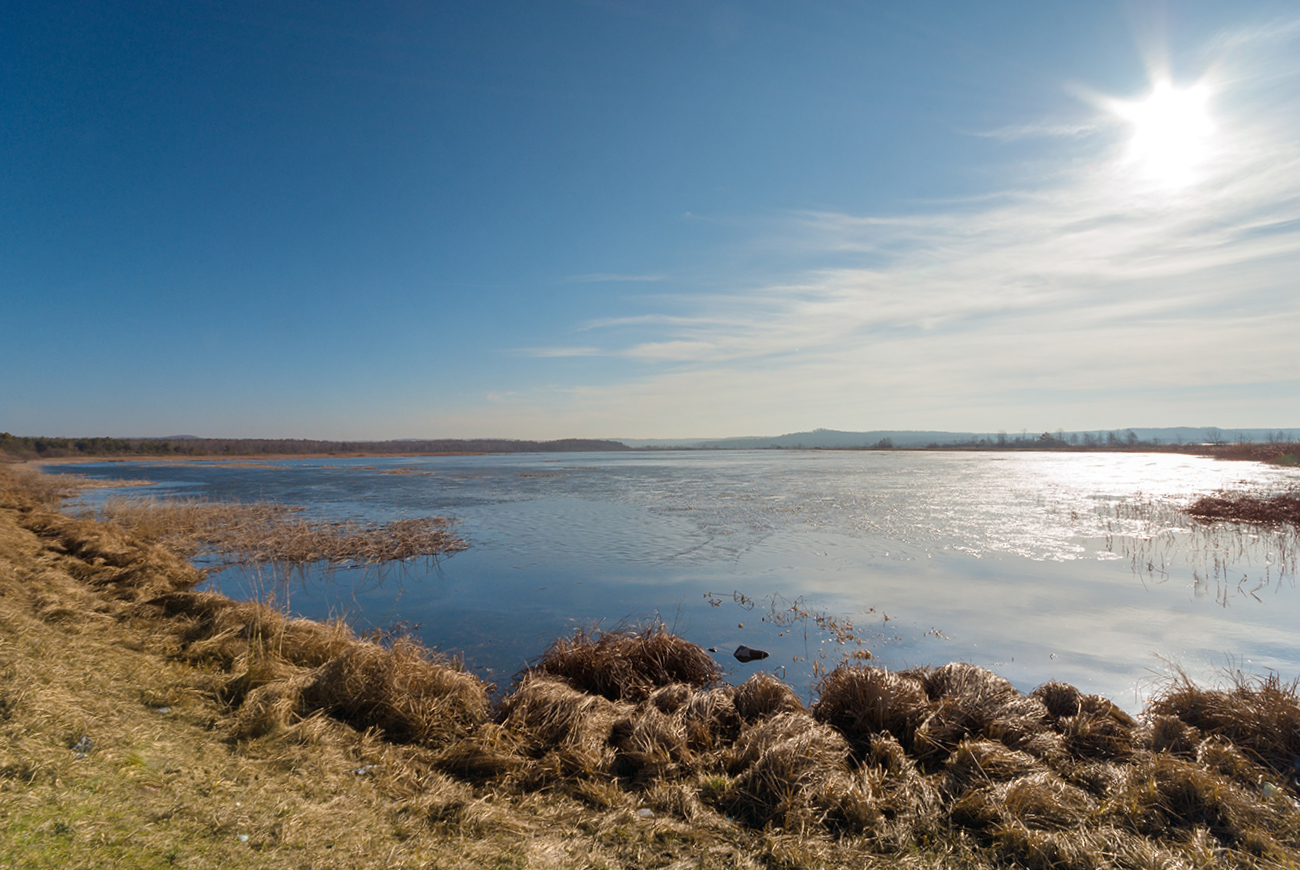
Розтоцькі стави біля с. Лелехівка
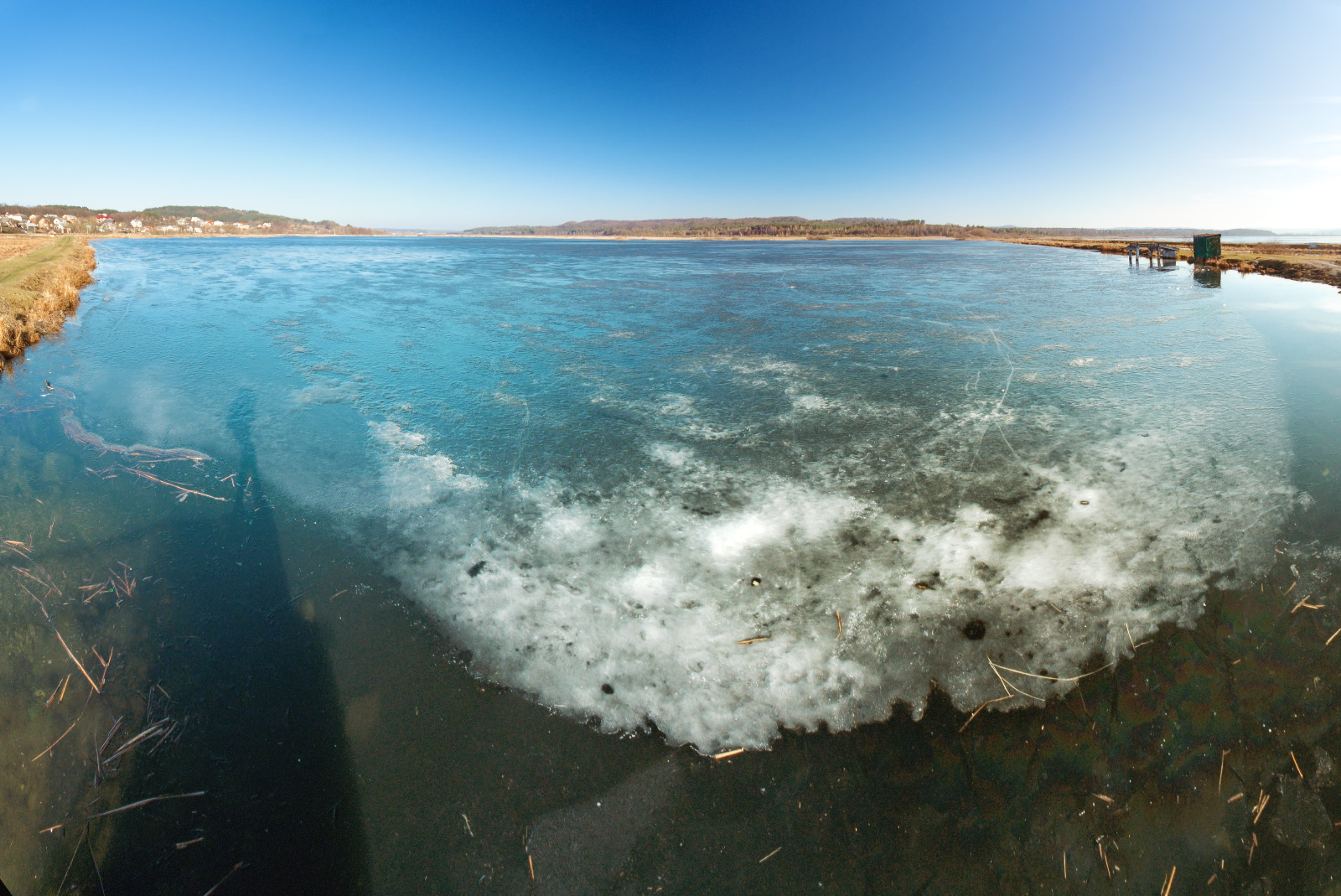
Заповідник Розточчя
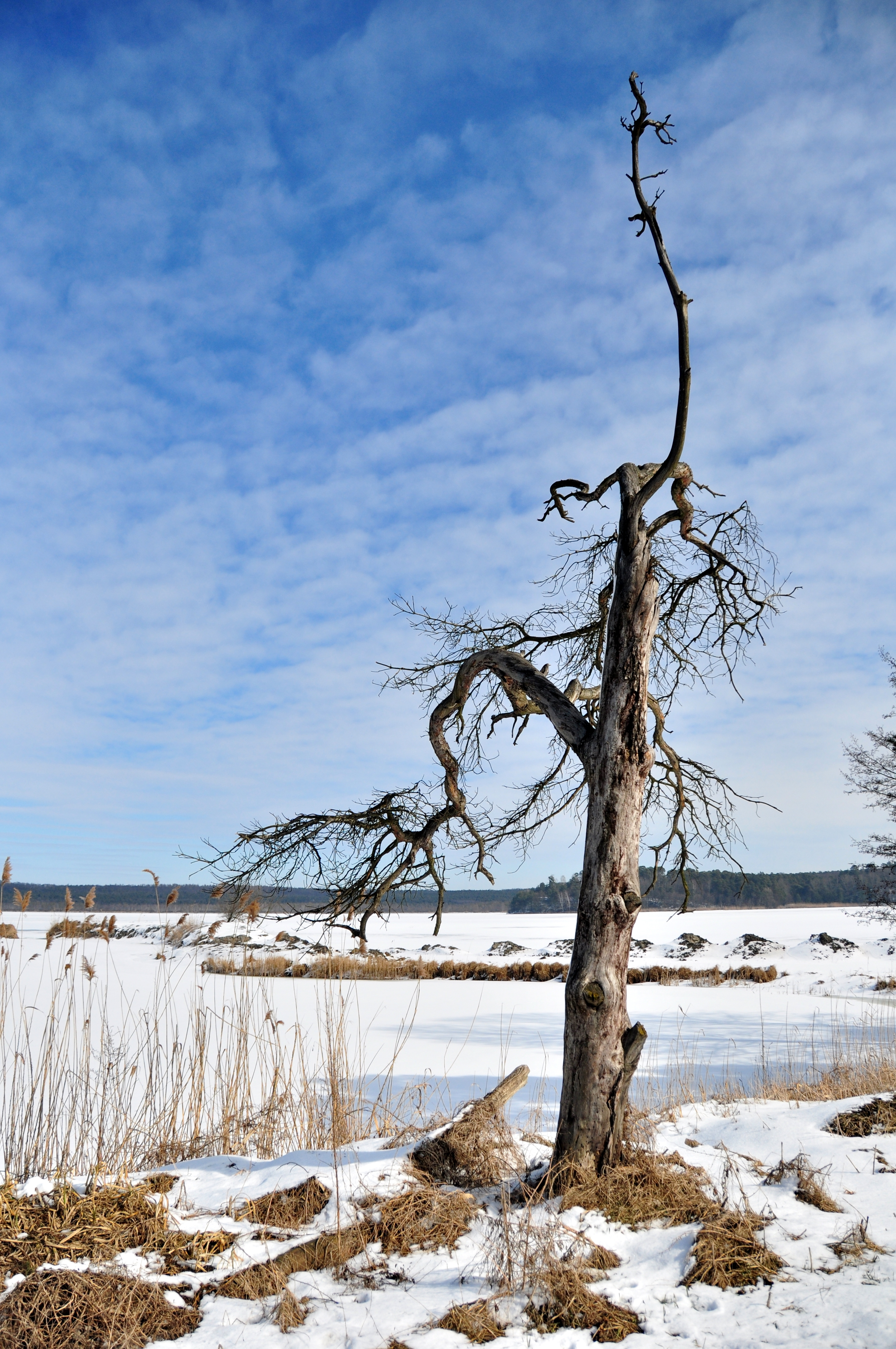
Дерево у заповіднику Розточчя
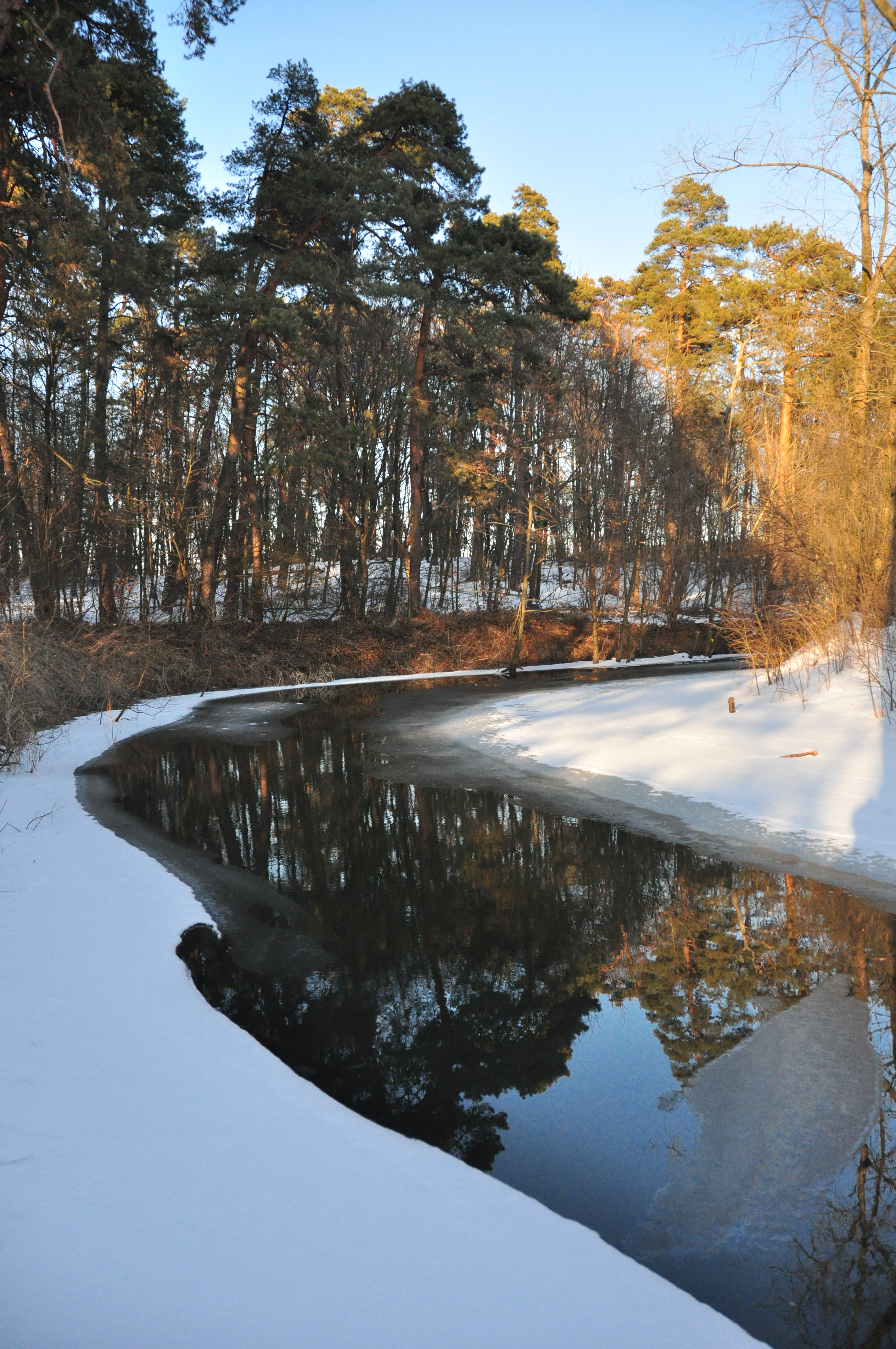
Річка взимку у заповіднику Розточчя
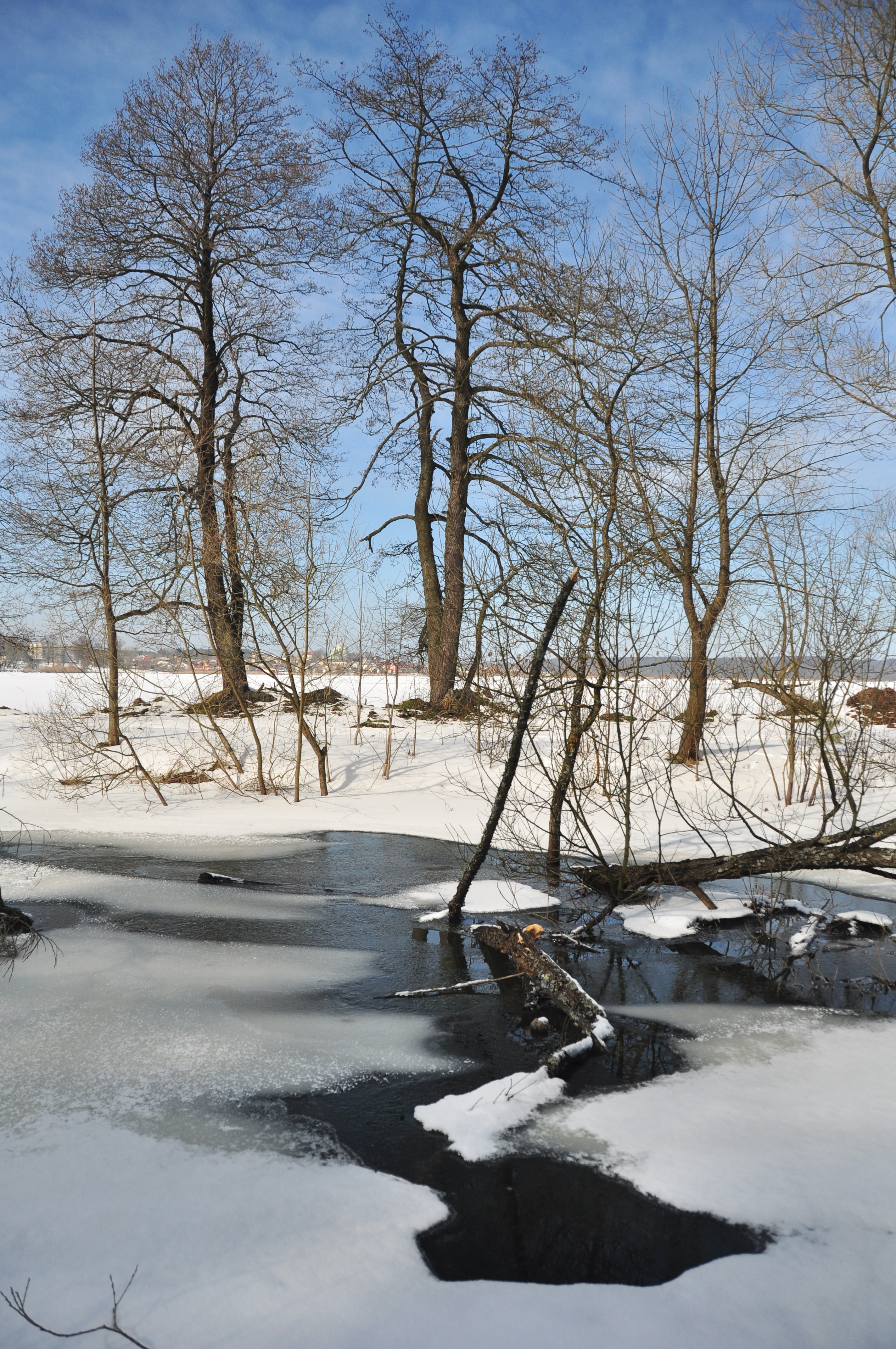
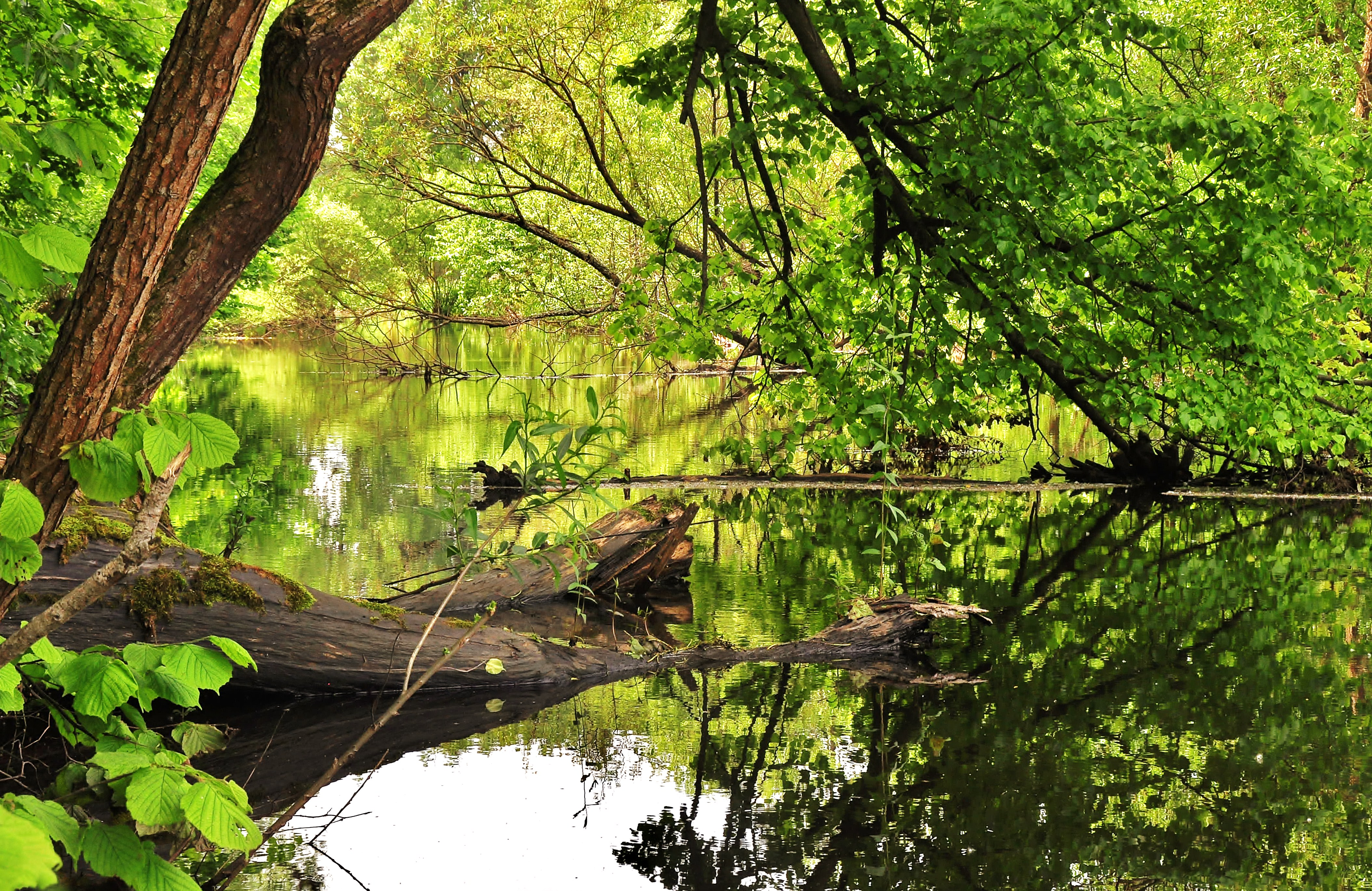
Заповідник Розточчя навесні
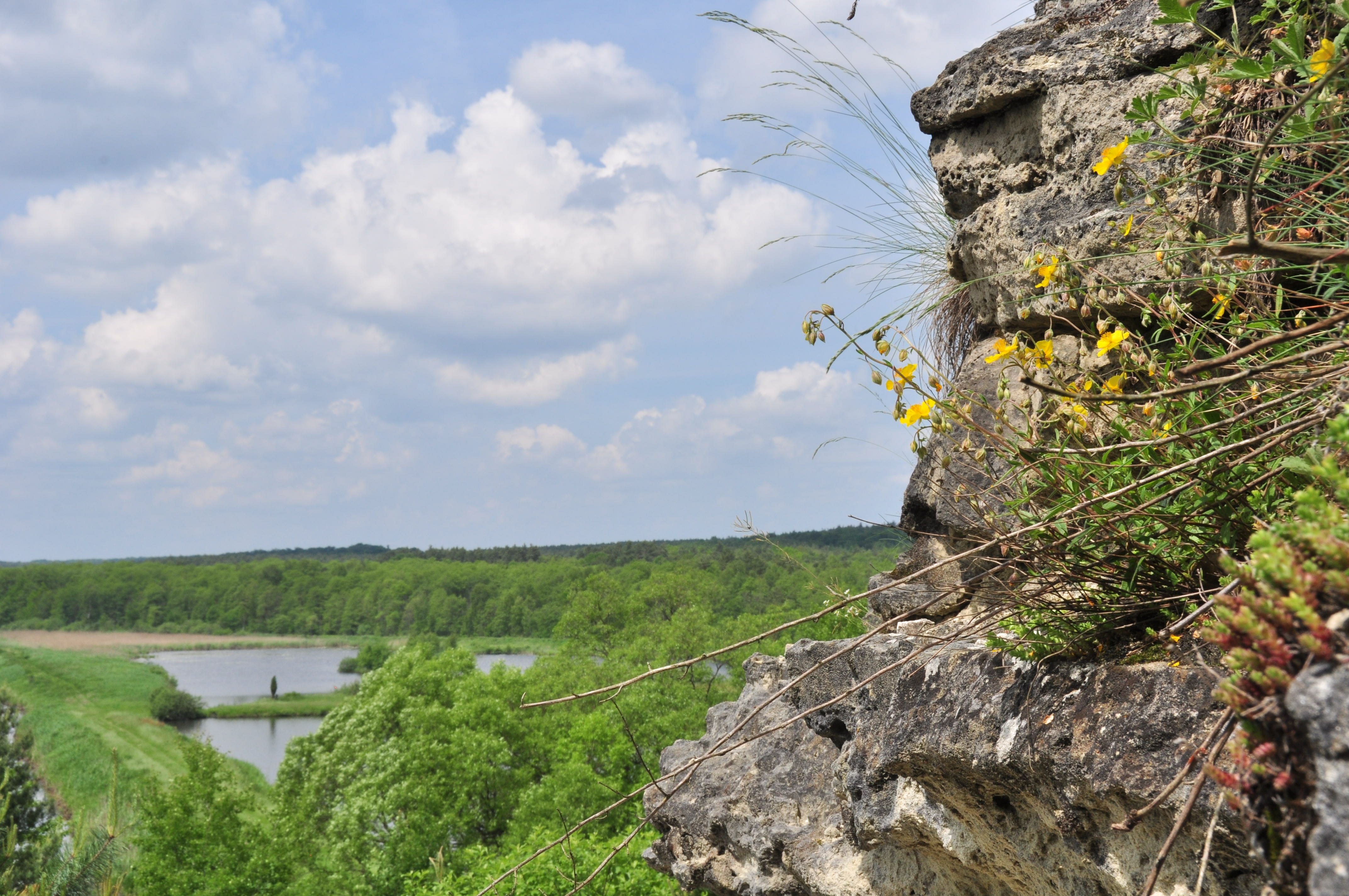
Заповідник Розточчя навесні
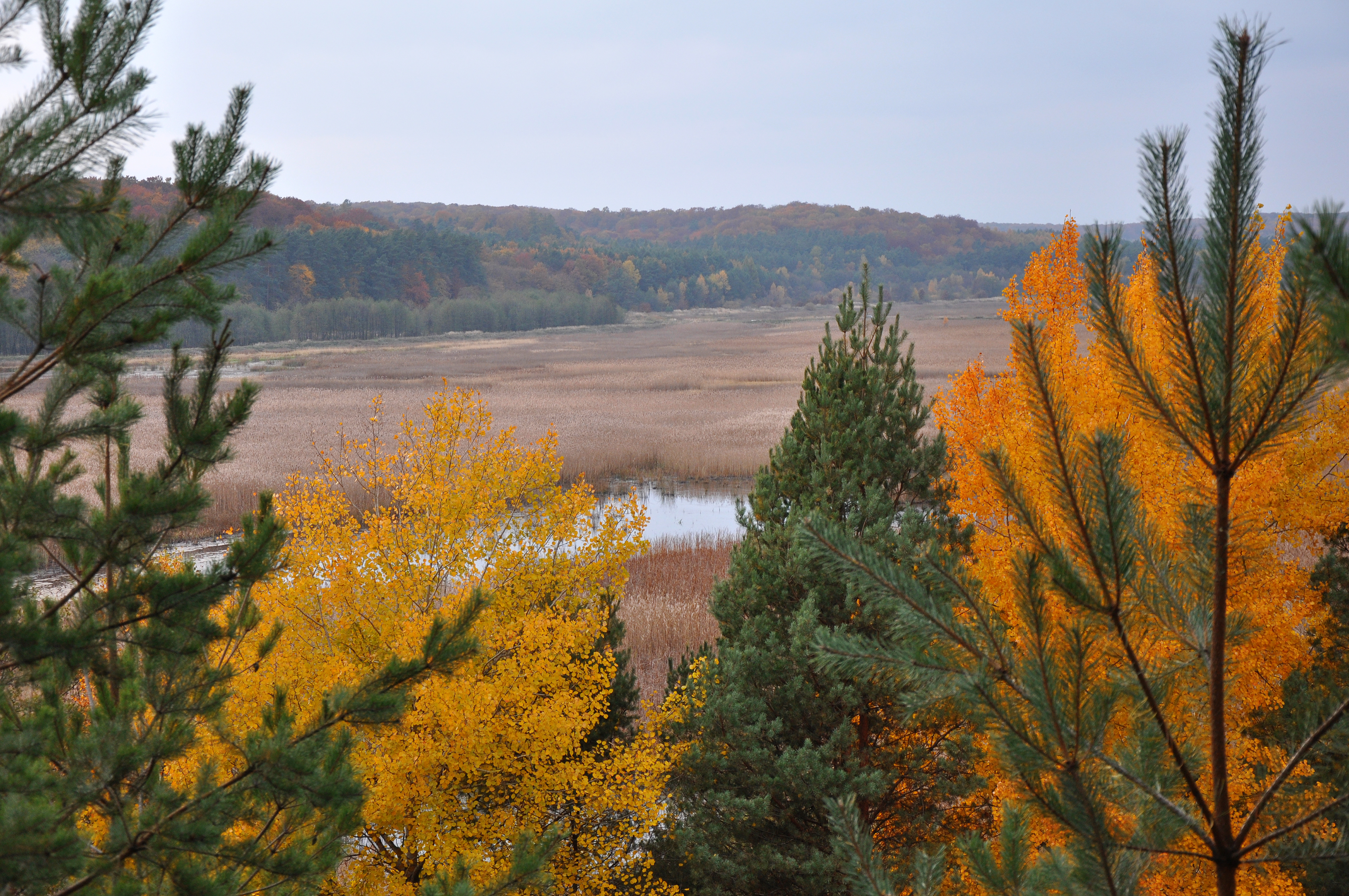
Заповідник Розточчя восени
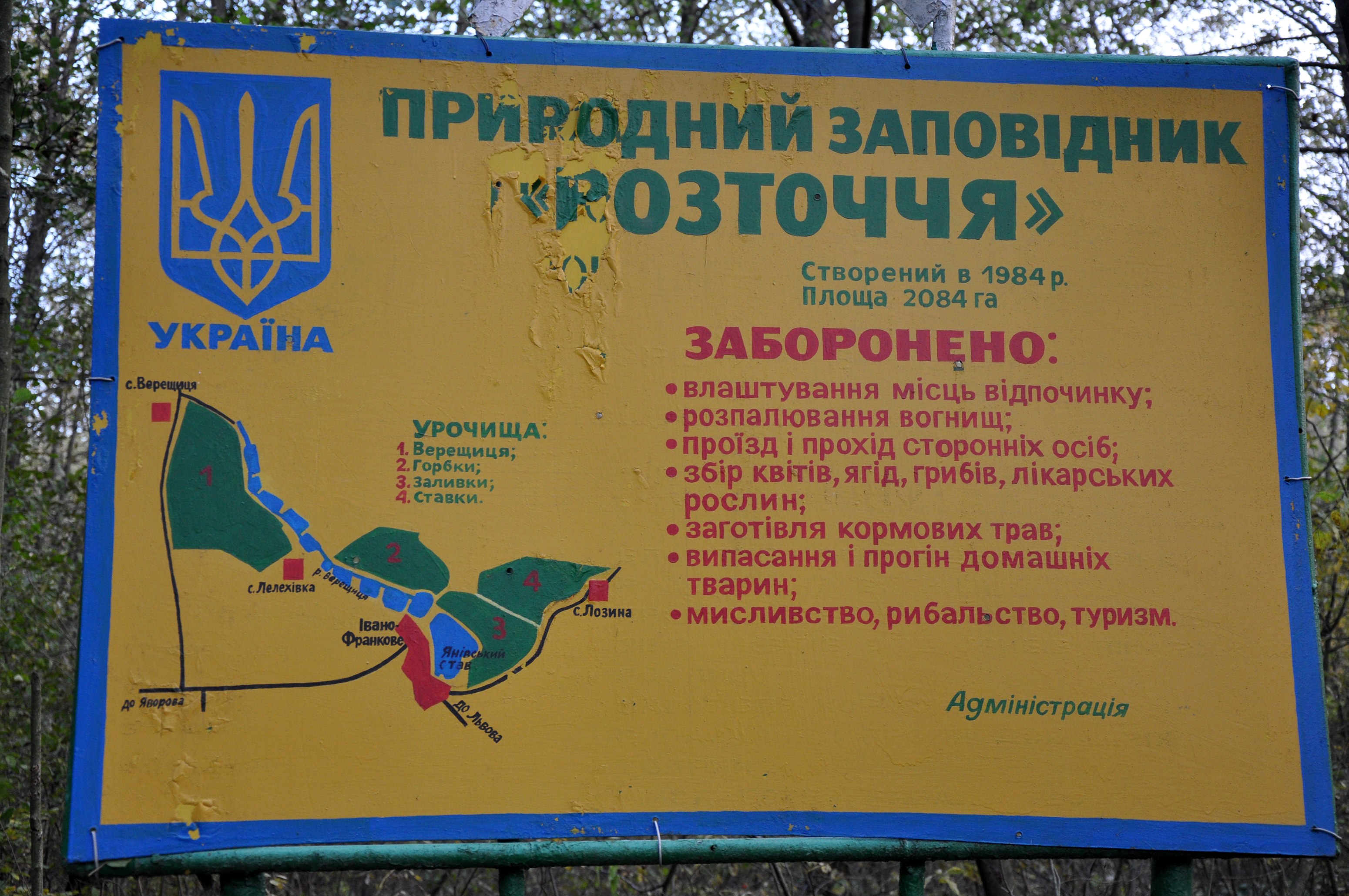
Охоронна табличка у заповіднику Розточчя
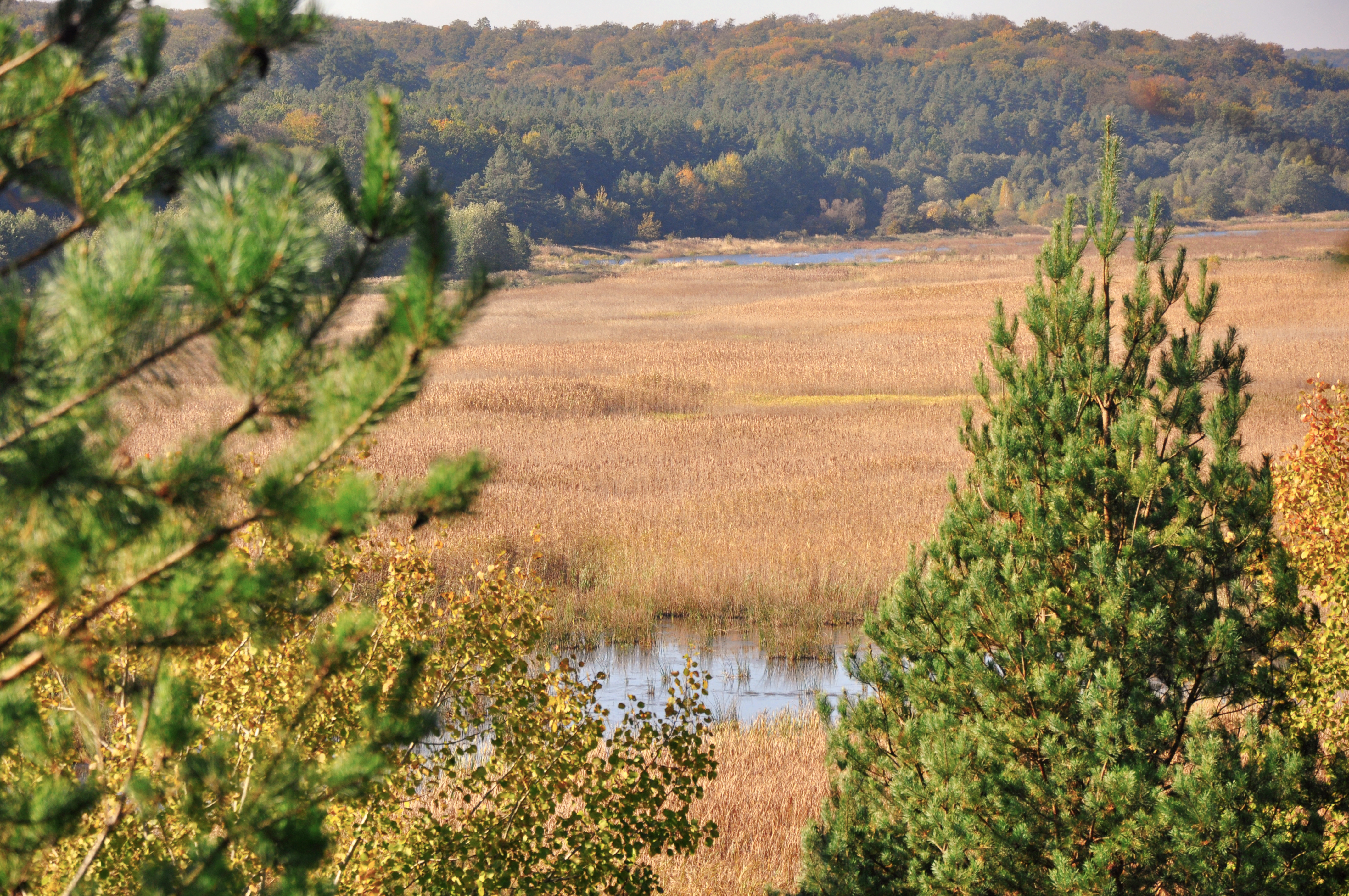
Заповідник Розточчя восени
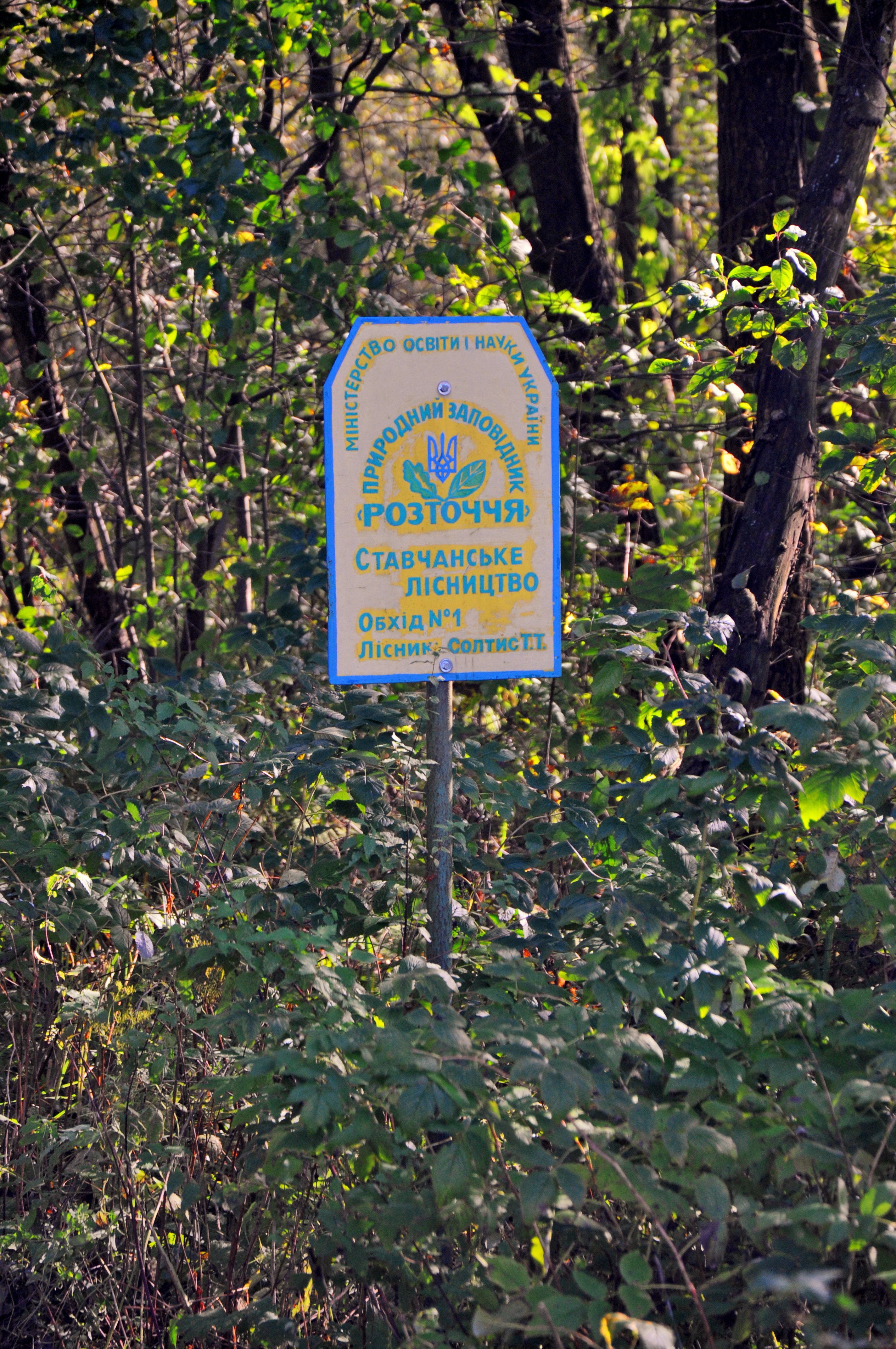
Охоронна табличка у заповіднику Розточчя
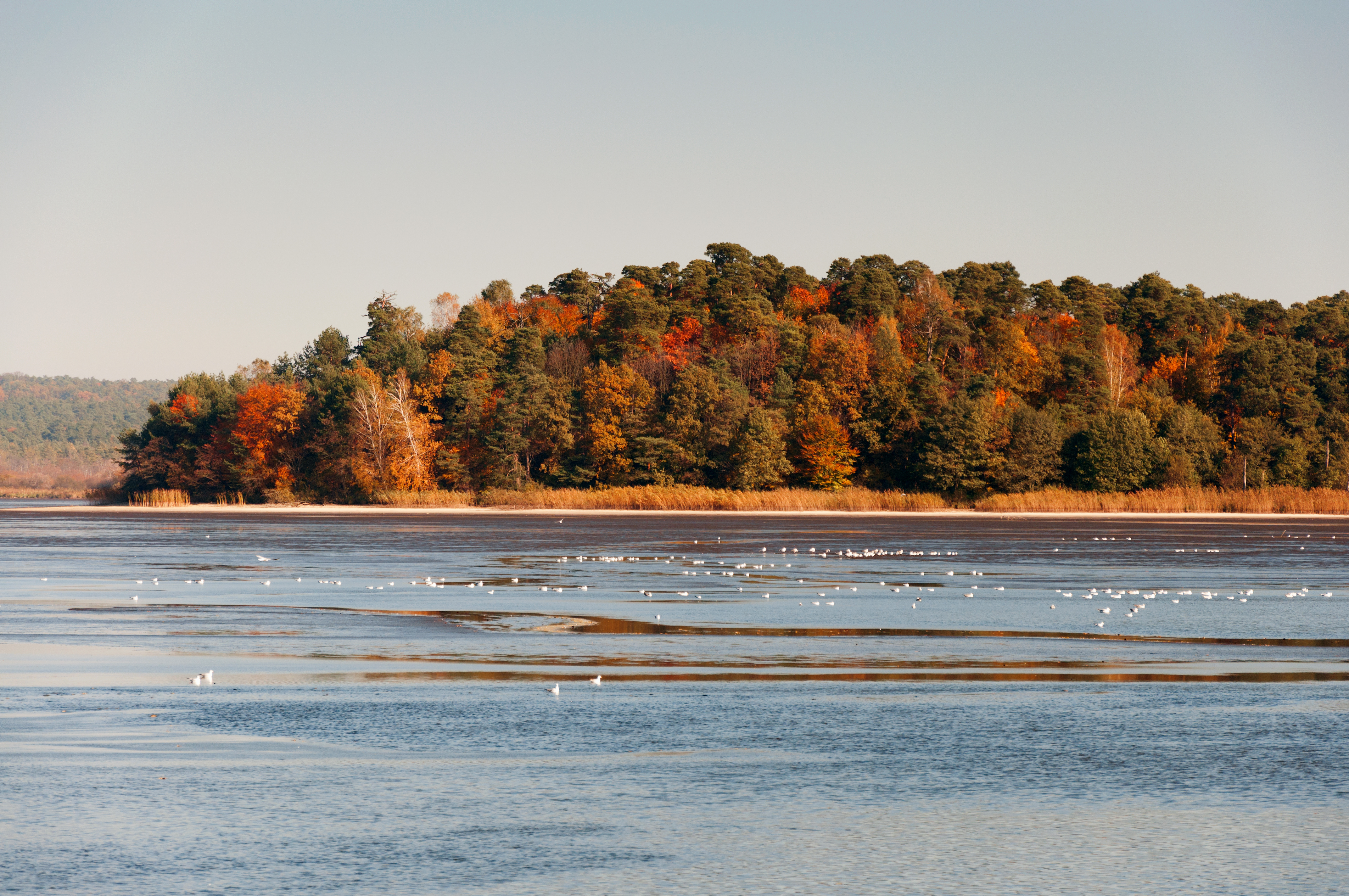
Вид заповідника Розточчя
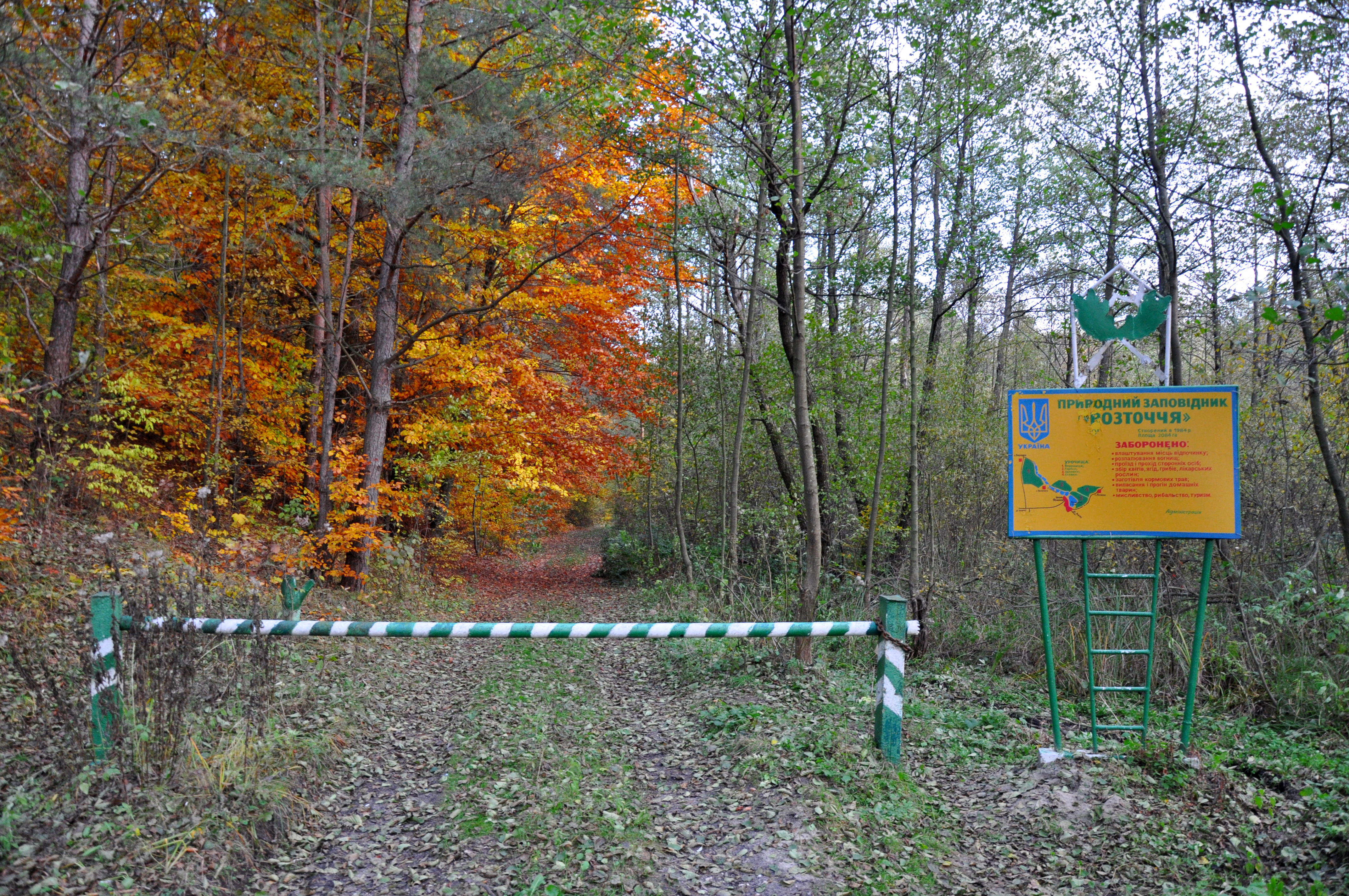
Охоронна табличка у заповіднику Розточчя
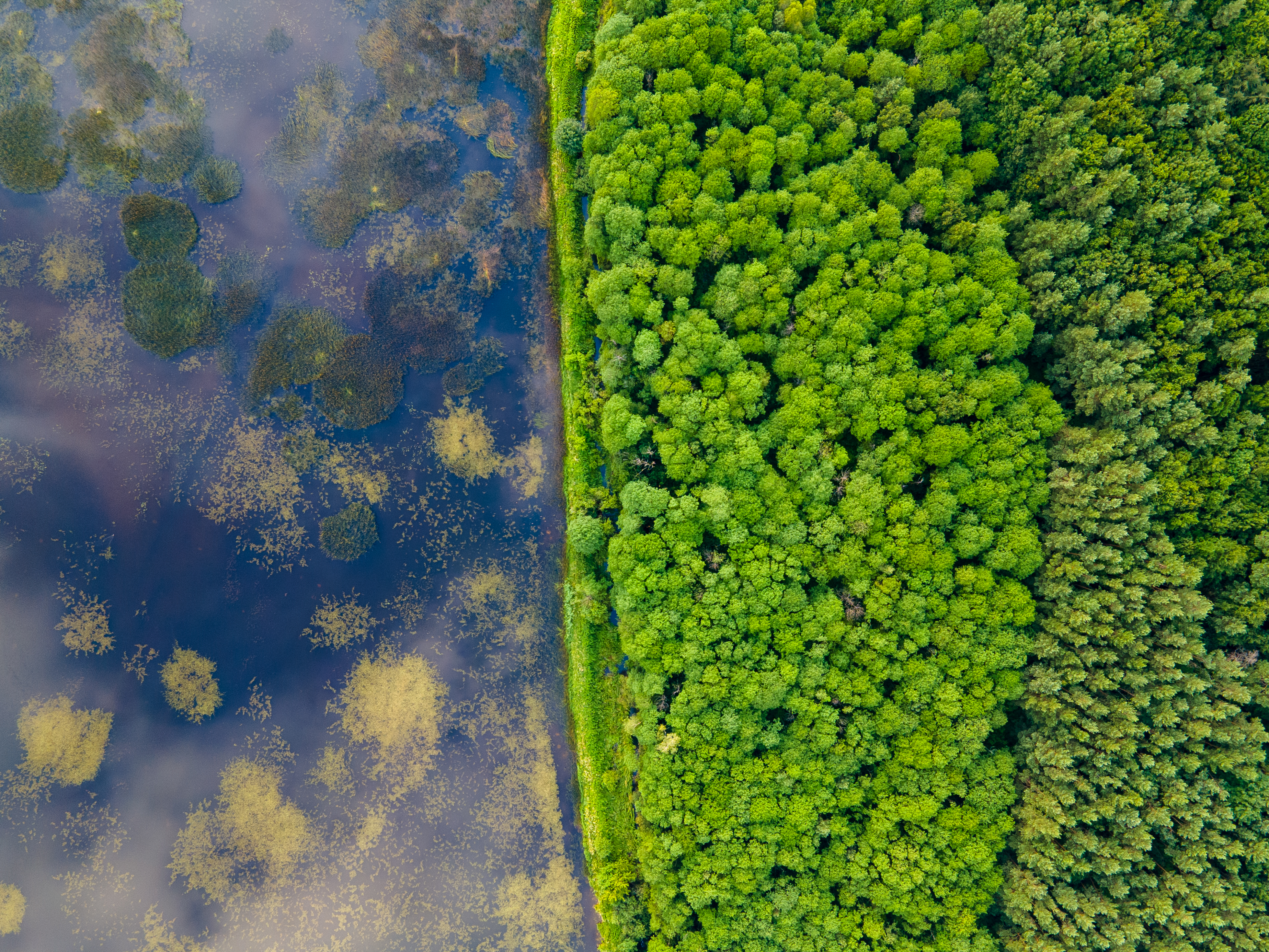
Розточчя біля с. Лелехівка з висоти
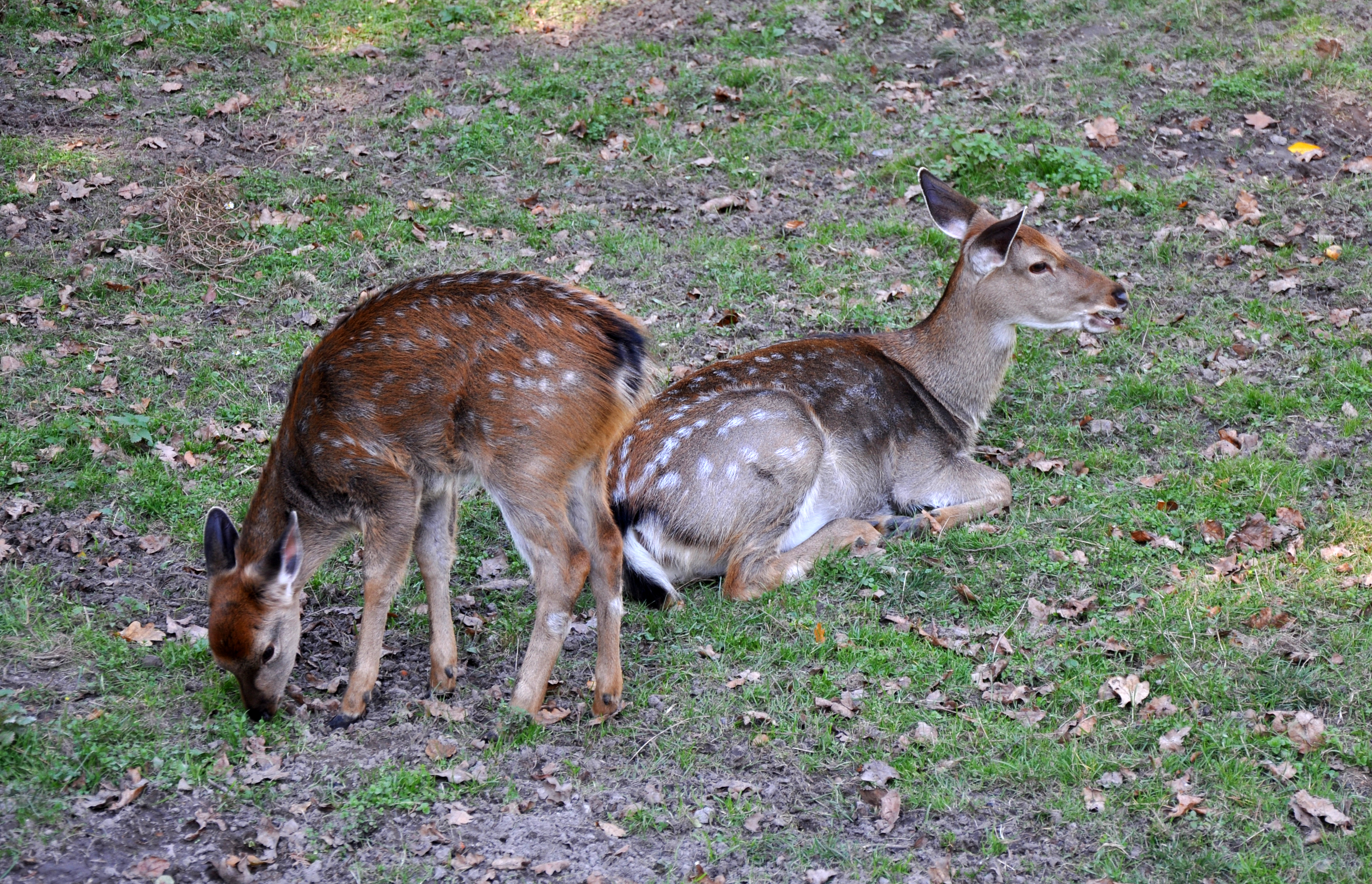
Фауна заповідника Розточчя
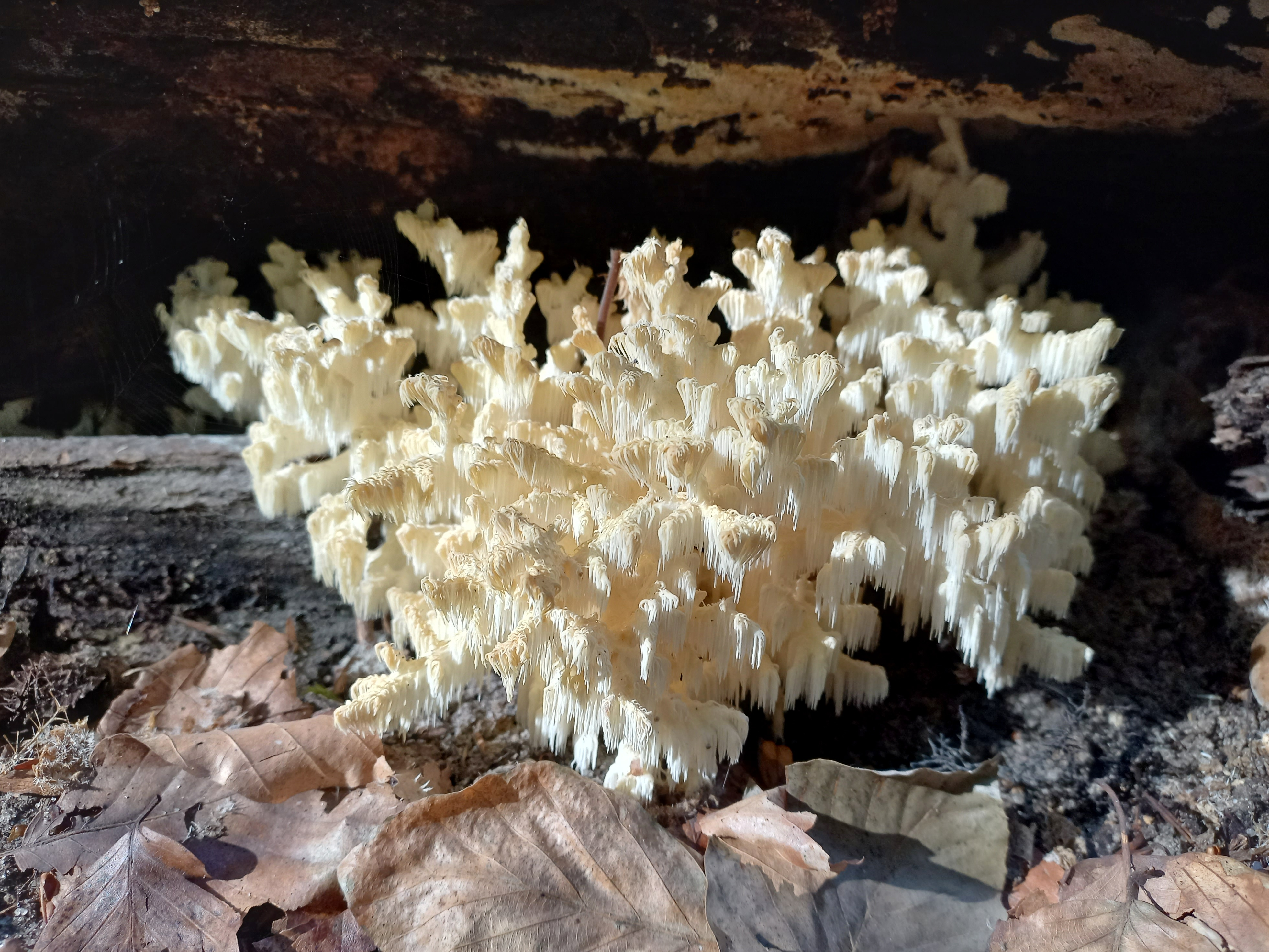
Герицій корадоподібний у заповіднику

## Виноски
1. ↑  Букові ліси на Львівщині стали світовим надбанням ЮНЕСКО [Архівовано 16 липня 2017 у Wayback Machine.] tvoemisto.tv, 14.07.2017
2. ↑  Природний заповідник «Розточчя»: місце для духовного очищення - leopolis.name (укр.). 8 червня 2022. Процитовано 28 червня 2022.
3. 1 2  Борейко В. Е., Паламарчук А. О. Заповедники Украины без гламура. Мониторинг нарушений заповедного режима 2003–2013. / Мат. независимого расследования. — К.: КЭКЦ, 2014. — 128 с.
4. ↑  Закон України «Про природно-заповідний фонд України»